# Torben Gettermann
Torben Antonio Gettermann (født 19. maj 1951 i Sønderborg) er dansk ambassadør.
Han var Danmarks repræsentant ved CPA (Coalition Provisional Authority) i Bagdad i Irak fra maj 2003 til 29. juni 2005. Torben Gettermann har tidligere været vicekonsul i Saudi-Arabien, attaché i Mexico og førsteambassadesekretær i Budapest. Han blev ansat i Udenrigsministeriet i marts 1980
Medvirkede i dokumentarserien "Magtens billeder" 2003/2004 i episoden "Diplomatiets fortrop", der handler om den første tid af hans udsendelse til Bagdad umiddelbart efter krigshandlingernes officielle afslutning.

## Publikationer
- Torben Gettermann bidrog i 2020 med artiklen "Guerilla-diplomaten" til et temanummer af Økonomi og Politik i anledning af Udenrigsministeriets 250 års jubilæum. Udgivet på Djøfs Forlag.
- I marts 2023 udgav han bogen "Krigszone" på Gyldendals Forlag. Heri beskriver han sine oplevelser som udsendt af Udenrigsminsteriet til Irak. Torben Gettermann var førstehåndsvidne til efterkrigstiden i Irak i årene 2003-05. Hans beretning tegner et til tider meget kritisk billede af en koalition, der var stærkt domineret af USA, og som langt fra var enige i mål og strategier.

## Øvrige poster
- September 2000 Ambassaderåd og souschef på den danske ambassade i Athen
- Maj 2003 Danmarks repræsentant ved Coalition Provisional Authority (CPA) i Bagdad, Irak
- Januar 2004 chef for det danske repræsentationskontor i Bagdad i Irak.
- 29. juni 2004 udnævnt til Danmarks ambassadør i Irak.
- 1. september 2005 ambassadør, generalkonsul i New York.
- 1. september 2010 - 2012 Ambassadør, Generalkonsul i Hong Kong og Macau.
- 10 August 2014 Ambassadør på den nyoprettede danske ambassade i Abuja, Nigeria
- Ridder af Dannebrog (R.1) og den saudiarabiske Abdul Aziz' Ordens 4. kl. (SA.A.A.4.)